# Repêchage amateur de la LNH 1969
1968 1970
Le repêchage amateur de la Ligue nationale de hockey 1969 a lieu à l'hôtel Reine Élizabeth à Montréal au Québec (Canada) le 11 juin 1969. 84 joueurs sont sélectionnés lors de la séance dont Tommi Salmelainen qui est choisi lors du sixième tour. Il est le premier joueur formé en Europe à être choisi par une franchise de la LNH.

## Contexte
Le repêchage de 1969 est le septième repêchage de l'histoire de la Ligue nationale de hockey. C'est cependant la première année où le repêchage a lieu sans que des équipes ne soient prioritaires les unes par rapport aux autres pour sélectionner certains joueurs. En effet, jusque-là, les équipes avaient le droit de sponsoriser certains joueurs. Ainsi, toutes les équipes ont les mêmes chances de sélectionner les meilleurs joueurs du circuit junior, la seule restriction étant que seuls les joueurs de plus de 20 ans peuvent être sélectionnés. Comme pour les années précédentes, l'ordre de sélection est déterminée par le classement de la saison 1968-1969. 

## Le repêchage

### Premier tour
Depuis les débuts des repêchages, il a été donné le droit à la priorité à l'équipe des Canadiens de Montréal pour choisir des joueurs canadiens-français. Ainsi, l'équipe a le droit de choisir – mais sans obligation – avant les autres équipes pour repêcher jusqu'à deux joueurs canadiens-français à la place de leur premier choix. Les Canadiens profitent de ce droit lors du repêchage précédent et font de même lors de la séance de 1969 ; à l'issue de la séance, il est décidé que, pour que les Canadiens puissent dans le futur utiliser leur choix prioritaire, il faudrait auparavant que toutes les autres franchises soient d'accord ; le cas ne s'est plus jamais représenté. L'équipe de Montréal sélectionne ainsi la paire de joueurs du Canadien junior de Montréal, Réjean Houle et Marc Tardif.
| Rang | Équipe LNH               | Nationalité | Joueur                | Repêché de                          |
| ---- | ------------------------ | ----------- | --------------------- | ----------------------------------- |
| 1    | Canadiens de Montréal    | Canada      | Réjean Houle          | Canadien junior de Montréal (AHO)   |
| 2    | Canadiens de Montréal    | Canada      | Marc Tardif           | Canadien junior de Montréal (AHO)   |
| 3    | Bruins de Boston         | Canada      | Don Tannahill         | Flyers de Niagara Falls (AHO)       |
| 4    | Bruins de Boston         | Canada      | Frank Spring          | Oil Kings d'Edmonton (WCHL)         |
| 5    | North Stars du Minnesota | Canada      | Dick Redmond          | Black Hawks de St. Catharines (AHO) |
| 6    | Flyers de Philadelphie   | Canada      | Bob Currier           | Royals de Cornwall (LHJMQ)          |
| 7    | Seals d'Oakland          | Canada      | Tony Featherstone     | Petes de Peterborough (AHO)         |
| 8    | Rangers de New York      | Canada      | André Dupont          | Canadien junior de Montréal (AHO)   |
| 9    | Maple Leafs de Toronto   | Canada      | Ernie Moser           | Bruins d'Estevan (WCHL)             |
| 10   | Red Wings de Détroit     | Canada      | Jim Rutherford        | Red Wings de Hamilton (AHO)         |
| 11   | Bruins de Boston         | Yougoslavie | Ivan Boldirev         | Generals d'Oshawa (AHO)             |
| 12   | Rangers de New York      | Canada      | Pierre Jarry          | 67's d'Ottawa (AHO)                 |
| 13   | Black Hawks de Chicago   | Canada      | Jean-Pierre Bordeleau | Canadien junior de Montréal (AHO)   |

### Deuxième tour
| Rang | Équipe LNH               | Nationalité | Joueur           | Repêché de                          |
| ---- | ------------------------ | ----------- | ---------------- | ----------------------------------- |
| 14   | North Stars du Minnesota | Canada      | Dennis O'Brien   | Black Hawks de St. Catherines (AHO) |
| 15   | Penguins de Pittsburgh   | Canada      | Rick Kessell     | Generals d'Oshawa (AHO)             |
| 16   | Kings de Los Angeles     | Canada      | Dale Hoganson    | Bruins d'Estevan (WCHL)             |
| 17   | Flyers de Philadelphie   | Canada      | Bobby Clarke     | Bombers de Flin-Flon (WCHL)         |
| 18   | Seals d'Oakland          | Canada      | Ron Stackhouse   | Petes de Peterborough (AHO)         |
| 19   | Blues de Saint-Louis     | Canada      | Mike Lowe        | Université Loyola (CIAU)            |
| 20   | Maple Leafs de Toronto   | Canada      | Doug Brindley    | Flyers de Niagara Falls (AHO)       |
| 21   | Red Wings de Détroit     | Canada      | Ron Garwasiuk    | Pats de Regina (LHJS)               |
| 22   | Bruins de Boston         | Canada      | Arthur Quoquochi | Canadien junior de Montréal (AHO)   |
| 23   | Rangers de New York      | Canada      | Bert Wilson      | Knights de London (AHO)             |
| 24   | Black Hawks de Chicago   | Canada      | Larry Romanchych | Bombers de Flin-Flon (WCHL)         |

### Troisième tour
| Rang | Équipe LNH               | Nationalité | Joueur          | Repêché de                          |
| ---- | ------------------------ | ----------- | --------------- | ----------------------------------- |
| 25   | North Stars du Minnesota | Canada      | Gilles Gilbert  | Nationals de London (AHO)           |
| 26   | Penguins de Pittsburgh   | Canada      | Michel Brière   | Cataractes de Shawinigan (LHJMQ)    |
| 27   | Kings de Los Angeles     | Canada      | Gregg Boddy     | Oil Kings d'Edmonton (WCHL)         |
| 28   | Flyers de Philadelphie   | Canada      | Willie Brossart | Bruins d'Estevan (WCHL)             |
| 29   | Seals d'Oakland          | Canada      | Don O'Donoghue  | Black Hawks de St. Catharines (AHO) |
| 30   | Blues de Saint Louis     | Canada      | Bernard Gagnon  | Wolverines du Michigan (NCAA)       |
| 31   | Maple Leafs de Toronto   | Canada      | Larry McIntyre  | Canucks de Moose Jaw (WCHL)         |
| 32   | Canadiens de Montréal    | États-Unis  | Bobby Sheehan   | Black Hawks de St. Catharines (AHO) |
| 33   | Red Wings de Détroit     | Canada      | Wayne Hawrysh   | Bombers de Flin-Flon (WCHL)         |
| 34   | Bruins de Boston         | États-Unis  | Nels Jacobson   | Jets de Winnipeg (WCHL)             |
| 35   | Rangers de New York      | Canada      | Kevin Morrison  | junior de Saint-Jérome              |
| 36   | Black Hawks de Chicago   | Canada      | Milt Black      | Jets de Winnipeg (WCHL)             |

### Quatrième tour
| Rang | Équipe LNH               | Nationalité | Joueur           | Repêché de                         |
| ---- | ------------------------ | ----------- | ---------------- | ---------------------------------- |
| 37   | North Stars du Minnesota | Canada      | Fred O'Donnell   | Generals d'Oshawa (AHO)            |
| 38   | Penguins de Pittsburgh   | Canada      | Yvon Labre       | Marlboros de Toronto (AHO)         |
| 39   | Kings de Los Angeles     | Canada      | Bruce Landon     | Petes de Peterborough (AHO)        |
| 40   | Flyers de Philadelphie   | Canada      | Michel Belhumeur | Rangers de Drummondville (LHJMQ)   |
| 41   | Seals d'Oakland          | Canada      | Pierre Farmer    | Cataractes de Shawinigan (LHJMQ)   |
| 42   | Blues de Saint-Louis     | Canada      | Vic Teal         | Blackhawks de St. Catharines (AHO) |
| 43   | Maple Leafs de Toronto   | Canada      | Frank Hughes     | Oil Kings d'Edmonton (WCHL)        |
| 44   | Canadiens de Montréal    | Canada      | Murray Anderson  | Bombers de Flin-Flon (WCHL)        |
| 45   | Red Wings de Détroit     | Canada      | Wayne Chernecki  | Jets de Winnipeg (WCHL)            |
| 46   | Bruins de Boston         | Canada      | Ron Fairbrother  | Blades de Saskatoon (WCHL)         |
| 47   | Rangers de New York      | Canada      | Bruce Hellemond  | Canucks de Moose Jaw (LHJS)        |
| 48   | Black Hawks de Chicago   | Canada      | Darryl Maggs     | Centennials de Calgary (WCHL)      |

### Cinquième tour
| Rang | Équipe LNH               | Nationalité | Joueur           | Repêché de                            |
| ---- | ------------------------ | ----------- | ---------------- | ------------------------------------- |
| 49   | North Stars du Minnesota | Canada      | Pierre Jutras    | Cataractes de Shawinigan (LHJMQ)      |
| 50   | Penguins de Pittsburgh   | Canada      | Ed Patenaude     | Centennials de Calgary (WCHL)         |
| 51   | Kings de Los Angeles     | Canada      | Butch Goring     | Kings de Dauphin (LHJM)               |
| 52   | Flyers de Philadelphie   | Canada      | Dave Schultz     | Éperviers de Sorel (LHJMQ)            |
| 53   | Seals d'Oakland          | Canada      | Warren Harrison  | Éperviers de Sorel (LHJMQ)            |
| 54   | Blues de Saint-Louis     | Canada      | Brian Glenwright | Rangers de Kitchener (AHO)            |
| 55   | Maple Leafs de Toronto   | Canada      | Brian Spencer    | Broncos de Swift Current (WCHL)       |
| 56   | Canadiens de Montréal    | Canada      | Gary Doyle       | 67's d'Ottawa (AHO)                   |
| 57   | Red Wings de Détroit     | États-Unis  | Wally Olds       | Golden Gophers du Minnesota (NCAA)    |
| 58   | Bruins de Boston         | Canada      | Jeremy Wright    | Centennials de Calgary (WCHL)         |
| 59   | Rangers de New York      | Canada      | Gord Smith       | Royals de Cornwall (LHJMQ)            |
| 60   | Black Hawks de Chicago   | États-Unis  | Mike Baumgartner | Fighting Sioux de North Dakota (NCAA) |

### Sixième tour
| Rang | Équipe LNH               | Nationalité | Joueur            | Repêché de                            |
| ---- | ------------------------ | ----------- | ----------------- | ------------------------------------- |
| 61   | North Stars du Minnesota | Canada      | Rob Walton        | Flyers de Niagara Falls (AHO)         |
| 62   | Penguins de Pittsburgh   | Canada      | Paul Hoganson     | Marlboros de Toronto (AHO)            |
| 63   | Canadiens de Montréal    | Canada      | Guy Delparte      | Knights de London (AHO)               |
| 64   | Flyers de Philadelphie   | Canada      | Don Saleski       | Pats de Regina (LHJS)                 |
| 65   | Seals d'Oakland          | Canada      | Neil Nicholson    | Knights de London (AHO)               |
| 66   | Blues de Saint-Louis     | Finlande    | Tommi Salmelainen | HIFK (Finlande)                       |
| 67   | Maple Leafs de Toronto   | Canada      | Bob Neufeld       | Kings de Dauphin (LHJM)               |
| 68   | Canadiens de Montréal    | Canada      | Lynn Powis        | Pioneers de Denver (NCAA)             |
| 69   | Bruins de Boston         | Canada      | Jim Jones         | Petes de Peterborough (AHO)           |
| 70   | Blues de Saint-Louis     | Canada      | Dale Yutsyk       | Tigers de Colorado College (NCAA)     |
| 71   | Black Hawks de Chicago   | Canada      | Dave Hudson       | Fighting Sioux de North Dakota (NCAA) |

### Septième tour
| Rang | Équipe LNH               | Nationalité | Joueur          | Repêché de                        |
| ---- | ------------------------ | ----------- | --------------- | --------------------------------- |
| 72   | North Stars du Minnesota | Canada      | Rick Thompson   | Flyers de Niagara Falls (AHO)     |
| 73   | Blues de Saint-Louis     | États-Unis  | Bob Collyard    | Tigers de Colorado College (NCAA) |
| 74   | Canadiens de Montréal    | Canada      | Ian Wilkie      | Oil Kings d'Edmonton (WCHL)       |
| 75   | Canadiens de Montréal    | Canada      | Dale Power      | Petes de Peterborough (AHO)       |
| 76   | Seals d'Oakland          | Canada      | Pete Vipond     | Generals d'Oshawa (AHO)           |
| 77   | Blues de Saint-Louis     | Canada      | David Pulkkinen | Generals d'Oshawa (AHO)           |

### Huitième tour
| Rang | Équipe LNH               | Nationalité | Joueur         | Repêché de                      |
| ---- | ------------------------ | ----------- | -------------- | ------------------------------- |
| 78   | North Stars du Minnesota | Canada      | Cal Russell    | Red Wings d'Hamilton (AHO)      |
| 79   | Canadiens de Montréal    | Canada      | Frank Hamill   | Marlboros de Toronto (AHO)      |
| 80   | Blues de Saint-Louis     | Canada      | Patrick Lange  | Wolves de Sudbury (AHO)         |
| 81   | Flyers de Philadelphie   | Canada      | Claude Chartre | Rangers de Drummondville (LHJQ) |

### Neuvième tour
| Rang | Équipe LNH            | Nationalité | Joueur        | Repêché de              |
| ---- | --------------------- | ----------- | ------------- | ----------------------- |
| 82   | Blues de Saint-Louis  | Canada      | John Converse | Bruins d'Estevan (WCHL) |
| 83   | Canadiens de Montréal | Canada      | Gilles Drolet | As de Québec (LHJMQ)    |

### Dixième tour
| Rang | Équipe LNH            | Nationalité | Joueur        | Repêché de                       |
| ---- | --------------------- | ----------- | ------------- | -------------------------------- |
| 84   | Canadiens de Montréal | Canada      | Darrel Knibbs | Sugar Kings de Lethbridge (LHJA) |